# Грин, Дэмиан
Дэ́миан Го́вард Грин (англ. Damian Howard Green; род. 17 января 1956, Барри, Уэльс) — британский политик, министр труда и пенсий в первом кабинете Терезы Мэй (2016—2017), первый министр и министр кабинета — в её втором кабинете (2017).

## Биография
Родился 17 января 1956 года в Барри, окончил среднюю школу в Рединге, а в 1977 году — Баллиол-колледж Оксфордского университета. С 1978 по 1992 год работал журналистом, освещал проблемы финансов и бизнеса на BBC Radio 4, ITN, в газете The Times и на Channel 4 News.

### Политическая карьера
В 1992 году Консервативная партия выставила кандидатуру Грина на парламентских выборах в избирательном округе Восточный Брент, но он потерпел поражение. Впервые избран в Палату общин в 1997 году от округа Эшфорд в Кенте. В 1997 году стал вице-президентом Tory Reform Group, с 2003 по 2010 год возглавлял Conservative Parliamentary Mainstream Group. В 1998—1999 годах отвечал за представление прессе позиции консерваторов по вопросам образования и занятности, а в 1999—2001 годах — по вопросам защиты окружающей среды. В 2001 году назначен теневым министром образования и профессиональной подготовки, в 2003 году — теневым министром транспорта, в 2005 — теневым министром иммиграции.
27 ноября 2008 года Дэмиан Грин был арестован полицией Лондона и после девяти часов заключения освобождён под залог. Официально ему было предъявлено следующее обвинение: «заговор с целью понуждения к ненадлежащему поведению при осуществлении государственной службы» (conspiring to commit misconduct in a public office). Конкретные подозрения заключались в том, что сотрудник Министерства внутренних дел Кристофер Гэлли (Christopher Galley) передавал Грину служебную информацию (Гэлли был арестован 19 ноября). В числе «утёкших» документов называли следующие:
- сообщение электронной почты личного секретаря министра внутренних дел Джеки Смит, из которого следует, что Смит требовала скрывать факт выдачи лицензий сотрудников безопасности нелегальным иммигрантам (в общей сложности такие лицензии получили 11 тыс. человек);
- служебная записка, адресованная младшему министру Хоум-офиса Лиаму Бирну[англ.], с сообщением, что нелегальный иммигрант нанят уборщиком здания Палаты общин;
- проект письма Хоум-офиса премьер-министру, в котором Джеки Смит предупреждала, что застой в экономике может спровоцировать рост преступности.

Впоследствии полиция признала эти аресты необоснованными ввиду отсутствия общественной опасности в оглашении информации такого рода.
13 мая 2010 года назначен младшим министром иммиграции в первом кабинете Кэмерона.

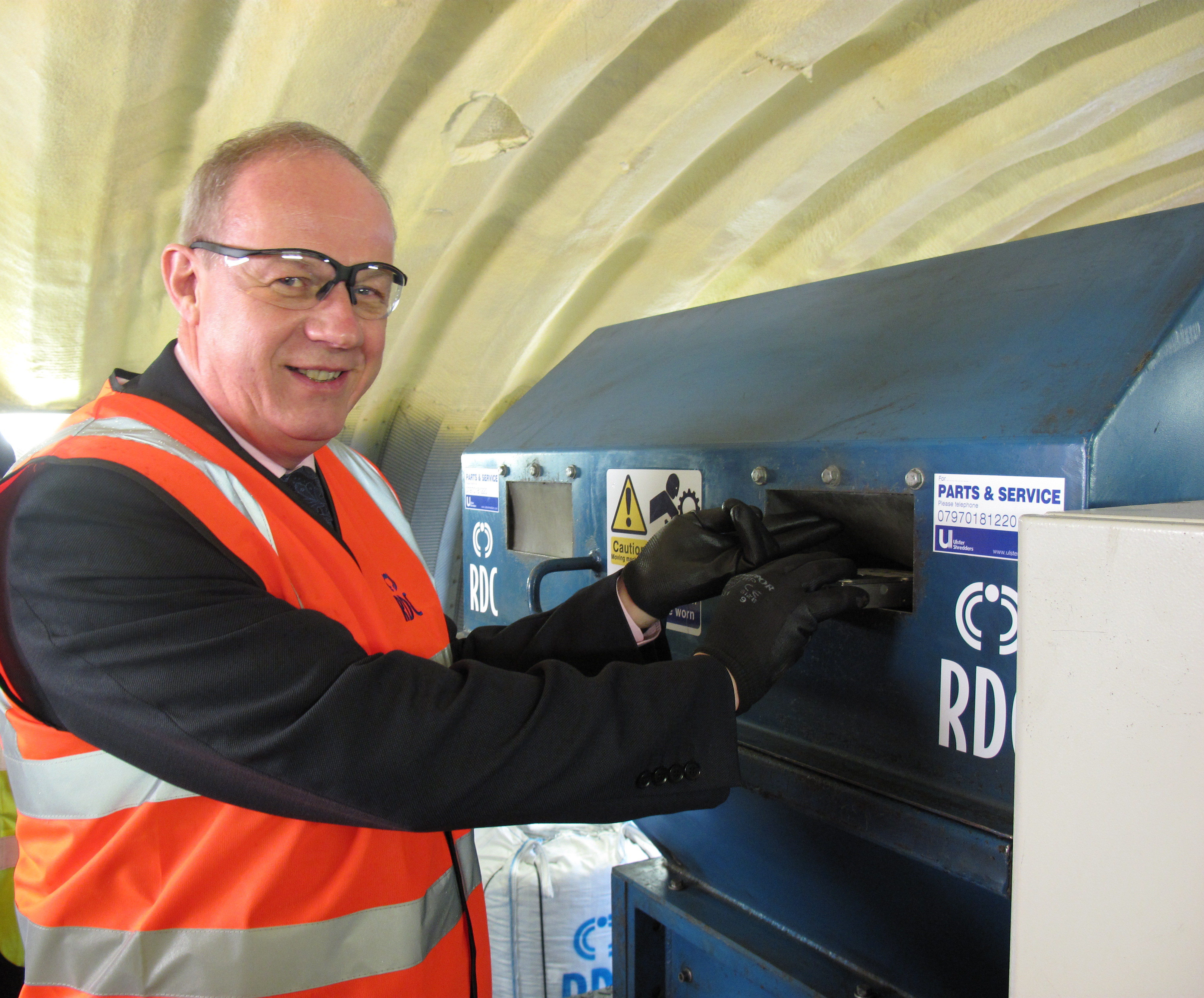
Грин уничтожает жёсткие диски базы данных Акт об удостоверениях личности (2006) (2011 год).

4 сентября 2012 года получил должность младшего министра полиции и уголовной юстиции, которая находилась в ведении одновременно Хоум-офиса и Министерства юстиции.
14 июля 2014 года в ходе очередных перестановок в правительстве Кэмерона выведен из кабинета.
7 мая 2015 года подтвердил свой депутатский мандат в том же округе Эшфорд, получив 52,5 % голосов. Сильнейший из его соперников, кандидат от Партии независимости Соединённого Королевства Джеральд О’Брайан, заручился поддержкой только 18,8 % избирателей.
14 июля 2016 года назначен министром труда и пенсий в первом кабинете Терезы Мэй.
11 июня 2017 года назначен первым министром и министром кабинета во втором правительстве Терезы Мэй. По мнению обозревателя газеты Independent Роба Меррика, первый министр является де-факто заместителем премьер-министра, и Грин получил это повышение как надёжный соратник Терезы Мэй (они лично знакомы с 1970-х, когда оба учились в Оксфордском университете).

### Скандал вокруг Ashley Madison
В 2015 году разгорелся скандал, когда выяснилось, что рабочий компьютер Грина в Палате общин был использован в 2007 году для регистрации на сайте Ashley Madison, предоставляющем услуги по организации свиданий для женатых клиентов. Дэмиан Грин, с 1988 года состоящий в браке с Алисией Коллинсон (Alicia Collinson), полностью опроверг тогда все обвинения и заявил, что никогда не заходил на упомянутый веб-ресурс.
В октябре 2017 года обвинения возобновились, когда Грин оказался во главе нового списка клиентов данного сайта в ходе разбирательства случаев сексуального домогательства со стороны ряда членов парламента.

### Выход из правительства Мэй
20 декабря 2017 года по требованию премьер-министра Терезы Мэй ушёл в отставку по завершении расследования секретаря Кабинета Джереми Хейвуда, которое охарактеризовало показания Грина по поводу обнаруженной на его служебном компьютере в 2008 году порнографии как «неточные и вводящие в заблуждение» (inaccurate and misleading). Хейвуд обвинил Грина в двойном нарушении правительственного кодекса, поскольку его комментарии по означенному вопросу не соответствовали положениям «семи принципов общественной жизни», одним из которых является честность. Кроме того, расследование Хейвуда не пришло к сколь-нибудь конкретным выводам в связи с обвинениями против Грина со стороны консервативной активистки Кейт Молтби (Kate Maltby) в ненадлежащем поведении.